# Schaalsee
De Schaalsee is een meer op de grens van de Duitse deelstaten Sleeswijk-Holstein en Mecklenburg-Voor-Pommeren. Met een maximale diepte van 72 m is het een van de diepste meren in Duitsland. Het meer is een complex van zes met elkaar in verbinding staande meren: Priestersee, Küchensee, Lassahner See, Borgsee, Techiner See en Kirchensee.
Tussen 1949 en 1990 liep de grens tussen de Bondsrepubliek en de Duitse Democratische Republiek door dit meer.
Het meer maakt deel uit van een natuurreservaat met de naam Biosphärenreservat Schaalsee.
De Schaalsee is visrijk. Waargenomen vissoorten zijn onder andere snoek, houtingen, ter plaatse Maräne genoemd, baars, karper en zeelt. Dit trekt vis etende dieren zoals de zeearend en ook de nog zeldzame visarend aan.
Aan de zuidkant van het meer ligt het stadje Zarrentin am Schaalsee, waar enige bezienswaardige oude kerk- en kloostergebouwen staan.

## Afbeeldingen

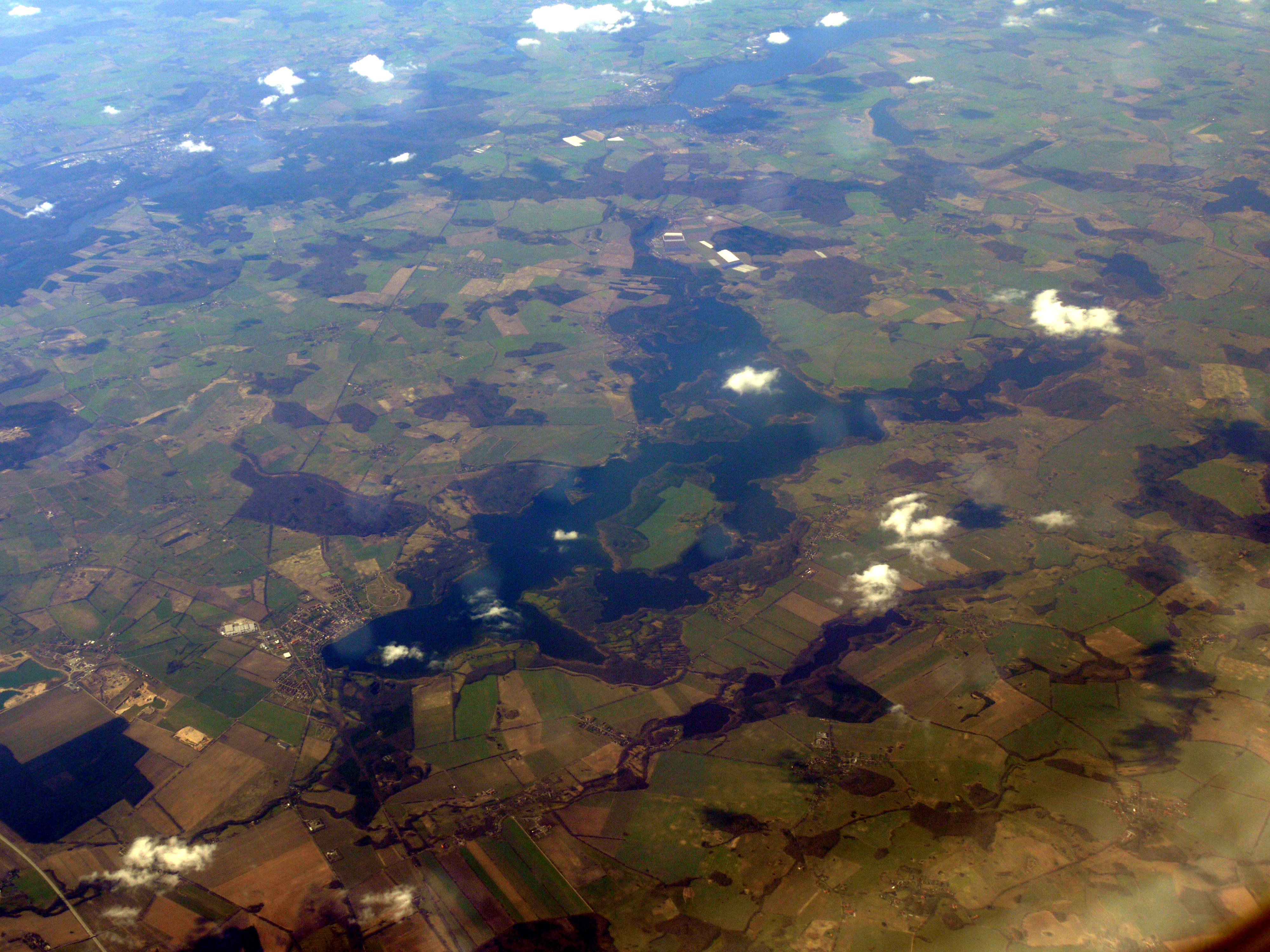
Luchtfoto van de Schaalsee (2010)
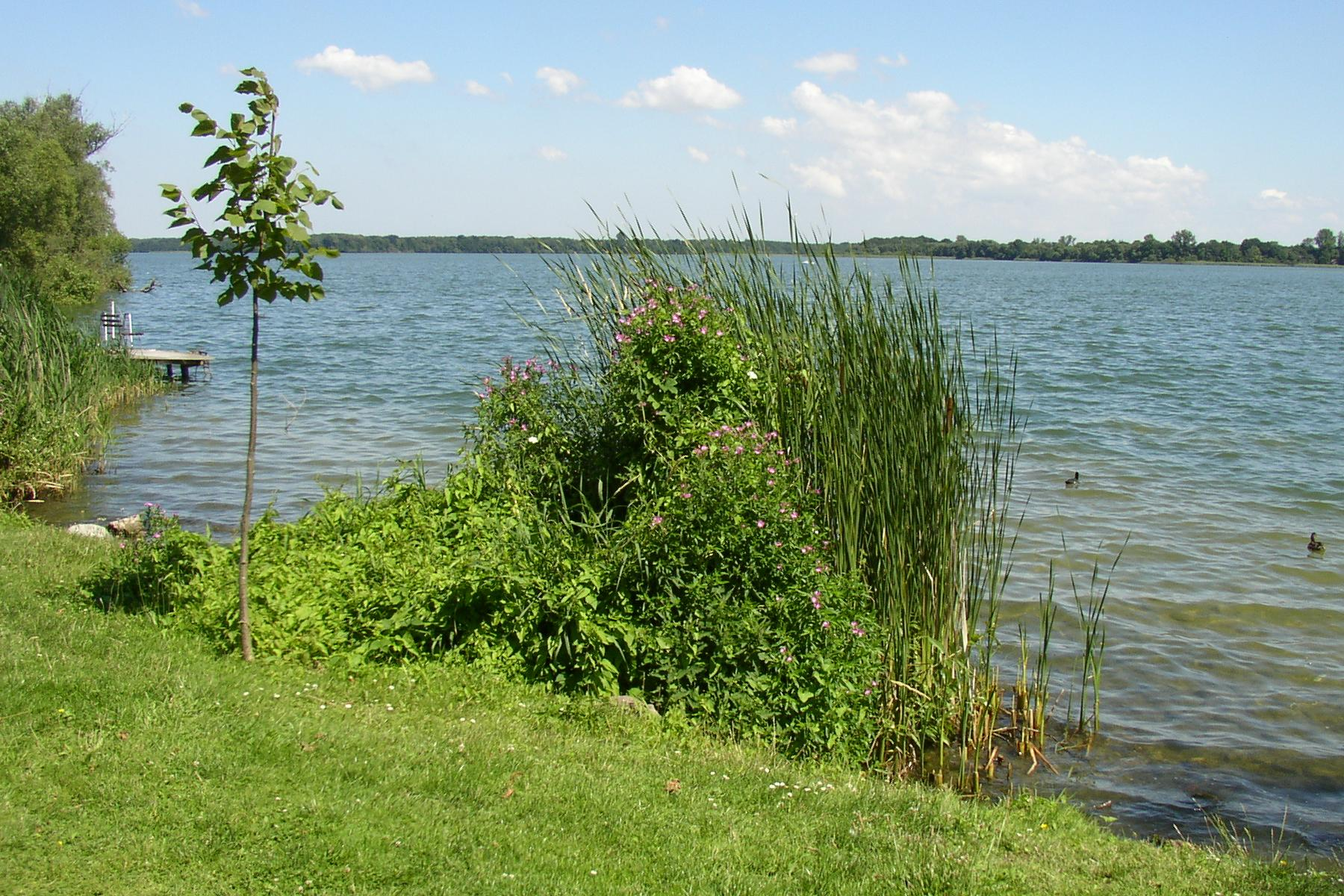
Schaalsee bij Zarrentin am Schaalsee
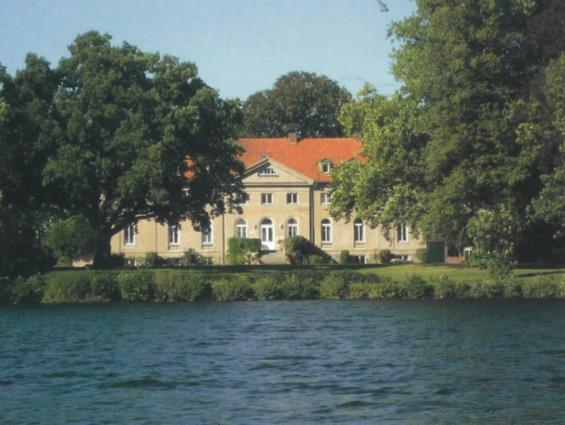
Landhuis van de familie Von Bernstorff, Stintenburg-eiland in de Schaalsee, gem. Zarrentin